# Operatie Sana

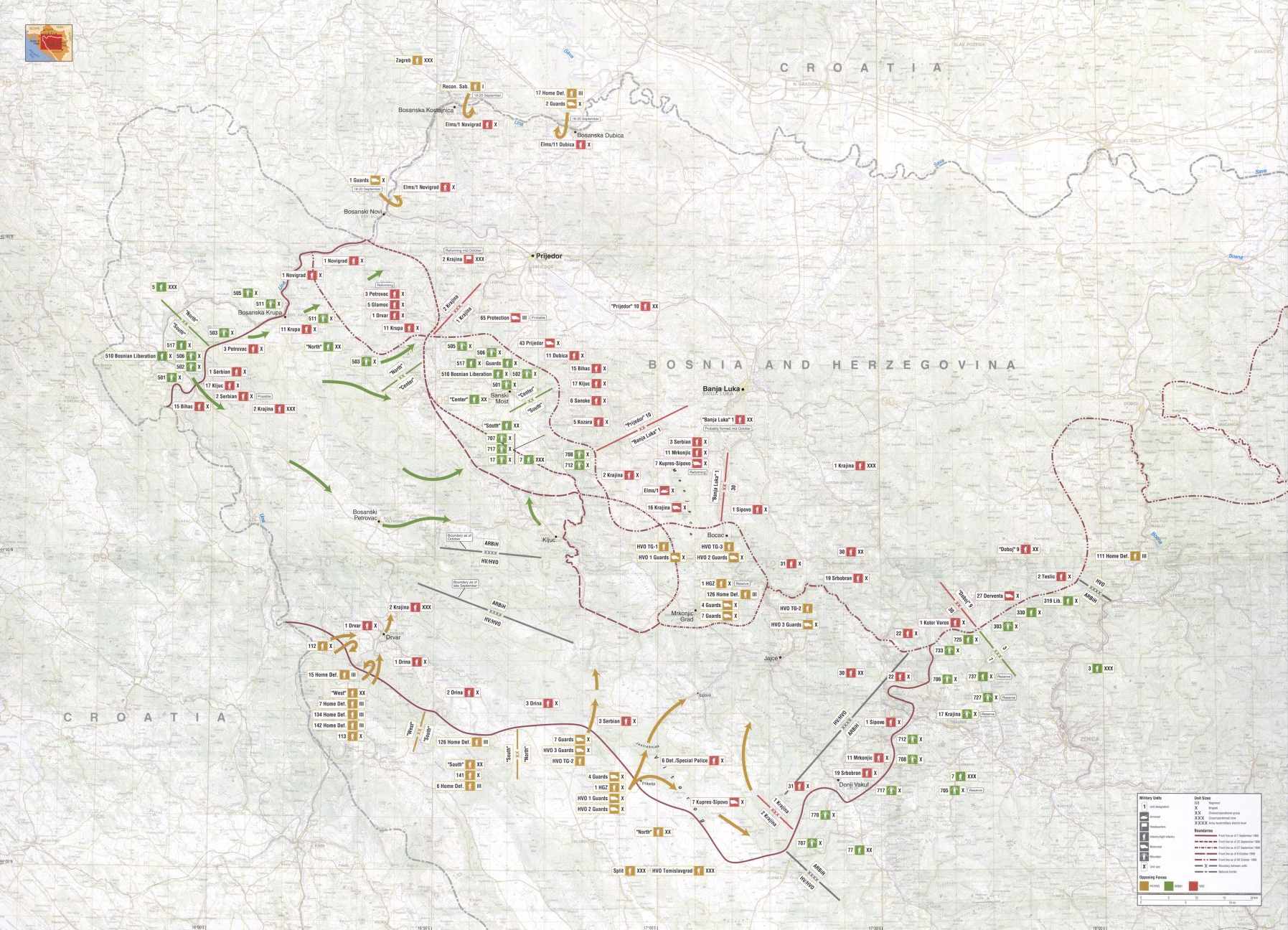
Kaart van de gevechten

Operatie Sana (Operacija Sana) is een militaire operatie die door het Bosnische leger, voornamelijk bestaande uit Bosniakken, in 1995 is gestart om een groot gebied van het noorden van Bosnië en Herzegovina te heroveren. Dit gebied was sinds 1992 in handen van de Bosnische-Serven, die in onder andere het noorden van Bosnië en Herzegovina hun eigen republiek (de Servische Republiek, Republika Srpska) hadden uitgeroepen. 
Onder leiding van Atif Dudaković, commandant van het vijfde korps (Peti Korpus) van het Bosnische leger, werden in een aantal maanden de steden Ključ en Sanski Most heroverd van de Bosnische-Serven. De naam van de operatie verwijst naar de rivier Sana die door het veroverde gebied in Noord-Bosnië stroomt.